# Mërgim Fejzullahu
Mërgim Fejzullahu (* 29. März 1994 in Fribourg, Schweiz) ist ein albanischer Fußballspieler.

## Karriere
Fejzullahu spielte bis 2010 beim TSV Solingen-Aufderhöhe, ehe er in die Jugendabteilung von Fortuna Düsseldorf wechselte. Bereits in seiner ersten Spielzeit für Düsseldorf (2010/2011) wurde er mit 25 Toren Torschützenkönig in der U17-Niederrheinliga.
Am 25. Mai 2013 debütierte er in der viertklassigen Fußball-Regionalliga West für die 2. Mannschaft von Fortuna. Beim 1:1 gegen die 2. Mannschaft des MSV Duisburg kam er in der 79. Minute für Marcel Hofrath ins laufende Spiel. Bis 2016 spielte er für die Zweitvertretung der Fortuna, bevor er innerhalb der RL West zu Alemannia Aachen wechselte.
Insgesamt spielte er zwei Saisons für Aachen in der RL West. In beiden Spielzeiten war er der erfolgreichste Torjäger der Alemannia. 2018 erreichte er mit Aachen auch das Finale im Mittelrheinpokal, welches jedoch mit 0:2 nach Verlängerung gegen FC Viktoria Köln verloren wurde.
Im Juni 2018 gab Eintracht Braunschweig die Verpflichtung von Fejzullahu bekannt. Sein Debüt in der 3. Liga gab er am 27. Juli 2018, dem 1. Spieltag. Beim 1:1 gegen den Karlsruher SC kam er in der 79. Spielminute für Ivan Franjić aufs Feld. Sein aktueller Vertrag bei der Eintracht läuft bis 2020. Am 20. Dezember 2018 teilte ihm die Eintracht mit, dass er „für diese Woche vom Training freigestellt wurde, um Optionen für seine Zukunft zu prüfen“, darüber hinaus folgte eine wettbewerbsübergreifende Suspendierung bis zum Saisonende.
Nach dem Drittliga-Klassenerhalt folgte im Frühjahr 2019 die Auflösung seines Vertrages und der Albaner unterschrieb einen Zweijahresvertrag beim Südwest-Regionalligisten 1. FC Saarbrücken. Hier kam er nur zu sechs Ligaeinsätzen, und sein Vertrag wurde Anfang Januar 2021 aufgelöst.
Kurz darauf kehrte Fejzullahu zu Alemannia Aachen zurück. Bei seinem zweiten Engagement bei der Alemannia, absolvierte er insgesamt 27 Ligaspiele und erzielte dabei 2 Treffer. Im Mittelrheinpokal kam er zudem auf 5 Einsätze und 1 Treffer, in der Spielzeit 2020/21 erreichte er mit dem Verein das Finale. Am 18. Mai 2022 wurde bekannt, dass sich die Wege von Verein und Spieler erneut trennen werden.
Anfang September 2022 unterschrieb Fejzullahu für ein Jahr beim Regionalliga-Aufsteiger 1. FC Bocholt.